# Ballybofey and Stranorlar
Ballybofey and Stranorlar (Ballybofey–Stranorlar) ist eine Zwillingsstadt (Twin Town[s]) im County Donegal, Irland. 
Beide Siedlungseinheiten werden durch den River Finn getrennt. Südlich des Flussbogens befindet sich die Ortschaft Ballybofey, nördlich Stranorlar. 
Die Zwillingsstadt wird statistisch als einheitliche urban area behandelt und hatte 2022 5406 Einwohner.
Die Doppelstadt wird von den Nationalstraßen N13 und N15 erschlossen. Sie liegt etwa 16 Kilometer südsüdwestlich von Letterkenny und etwa 20 Kilometer westlich von Strabane hinter der Grenze zu Nordirland. 